# Nea Kameni
Nea Kameni (in greco Νέα Καμένη) è una piccola isola greca, disabitata, di origine vulcanica situata nel Mar Egeo all'interno della caldera di Santorini.

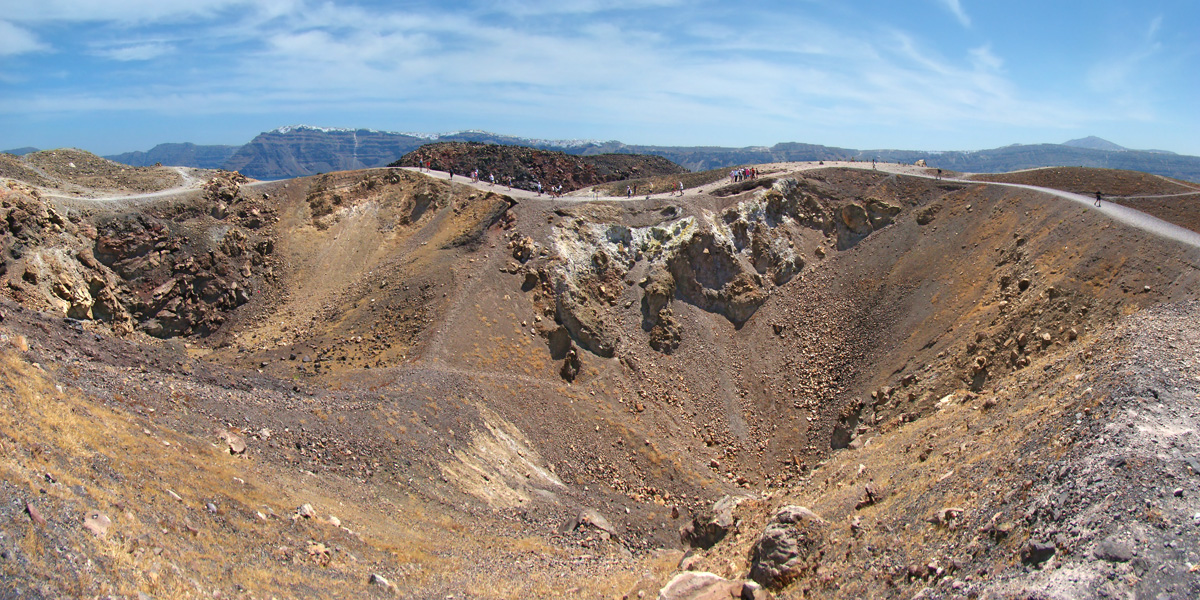
Il cratere centrale

Nea Kameni e la piccola isola vicina di Palea Kameni si sono formate negli ultimi due millenni in seguito a ripetute eruzioni di lava. Le più grandi eruzioni degli ultimi 300 anni hanno avuto luogo nel 1707-1712, 1866-1870, 1925-1928 e 1939-1941. L'ultima piccola eruzione è avvenuta nel 1950.
Nea Kameni è quasi rotonda, ha un diametro di circa 2 chilometri e una superficie di 3,4 km². È costantemente monitorata dagli scienziati dell'Istituto per lo Studio e monitoraggio del vulcano Santorini (ISMOSAV) ed è un sito scientifico protetto. La presenza di alcune sorgenti calde e di fumarole di zolfo testimoniano che il vulcano è ancora attivo. 
Sull'isola sono visibili 3 crateri: 
- Mikri kameni, creatosi nel 1570
- il cratere di Dafne, nato con le eruzioni del 1925-26
- il cratere centrale creato nel 1940 da due grandi eruzioni idrotermiche.

L'isola quasi sterile, d'estate si ricopre di piccole piante grasse rossastre, ed è visitata ogni giorno da decine di imbarcazioni turistiche per tutta l'estate. Si può risalire al cratere centrale, a 130 metri d'altezza, tramite un sentiero ghiaioso.